# Bagrzec długowąsy
Bagrzec długowąsy (Bagre marinus) – gatunek ryby sumokształtnej z rodziny ariusowatych (Ariidae).

## Występowanie
Zatoka Meksykańska, Kuba, zachodnie krańce Karaibów oraz północna część Ameryki Południowej.
Żyje na głębokości 0–50 m, przeważnie w morzu, ale wchodzi czasem do słonawych ujść rzek.

## Cechy morfologiczne
Osiąga 50 cm (maksymalnie 69 cm) długości. Na żuchwie jedna para wąsów. Wąsy na szczęce, pierwszy promień płetwy grzbietowej i pierwszy promień płetw piersiowych silnie wydłużone. W płetwie odbytowej 22–28 promieni. Płetwa grzbietowa i płetwy piersiowe są wyposażone w kolce jadowe.

## Odżywianie
Żywi się małymi rybami i bezkręgowcami.

## Znaczenie
Powszechnie łowiony przez wędkarzy, głównie z pomostów. Mięso smaczne.